# Église Saint-Martin de Cricquebœuf
Pour les articles homonymes, voir Église Saint-Martin.
L'église Saint-Martin, dite chapelle aux Lierres, est une église catholique située à Cricquebœuf, en France. Datant des XIIe et XIIIe siècles, elle est inscrite au titre des monuments historiques.

## Localisation
L'église est située dans le département français du Calvados, dans le petit bourg de Cricquebœuf.

## Historique
L'édifice est inscrit au titre des Monuments historiques depuis le 20 mai 1927 sous le nom de « chapelle aux Lierres ». Cette église apparaît sous la plume de Marcel Proust dans À l’ombre des jeunes filles en fleurs. Proust la situe à Carqueville.